# Ferdinand von Stülpnagel (général, 1781)
Ne doit pas être confondu avec Ferdinand von Stülpnagel (général, 1813) ou Ferdinand von Stülpnagel (général, 1842).
Wolf Wilhelm Ferdinand von Stülpnagel (né le 10 juillet 1781 à Prenzlau et mort le 29 décembre 1839 à Berlin) est un lieutenant général prussien et directeur du Département général de la Guerre au ministère de la Guerre

## Biographie

### Origine
Ses parents sont Karl Gottlieb von Stülpnagel (1752-1802) et sa première épouse Ulrike Luise Johanna, née von Finck (née en 1763). Le mariage se termine par un divorce en 1786. Son père es Premierleutnant du 12e régiment d'infanterie et seigneur de Grünberg (arrondissement de Prenzlau). Sa mère est une fille de l'ancien lieutenant-général prussien Friedrich August von Finck.

### Carrière
Stülpnagel arrive à Berlin le 8 janvier 1790 en tant que cadet à Berlin et est engagé le 28 septembre 1791 comme caporal privé dans le 8e régiment d'infanterie "von Pirch" de l'armée prussienne. Le 8 juillet 1794, il y devient Portepeefähnrich et participe en tant que tel à la campagne de Pologne en 1794/95. Jusqu'au 8 juin 1797, Stülpnagel est promu sous-lieutenant. Le 16 mai 1804, il est transféré avec un brevet du 9 août 1794 dans le régiment d'infanterie du duc de Brunswick, où il est promu premier lieutenant le 5 novembre 1804. Lors de la guerre de la Quatrième Coalition, il combat à la bataille de Lübeck, est blessé et fait prisonnier lors de la capitulation de Ratkau.
Après la paix de Tilsit Stülpnagel est arrivé le 3 février 1808 comme capitaine d'état-major dans le 11e bataillon de réserve poméranien. Dès le 20 août 1808, il est transféré dans le 8e régiment du Corps. Le 13 juin 1809, il reçoit sa démission avec l'autorisation d'aller servir à l'étranger. Le 14 février 1810, il est agrégé au 2e régiment d'infanterie prussien-oriental, mais est mis en inactivité dès le 20 juin 1810.
En 1812, il devient capitaine au service russe. Stülpnagel y est promu major dès le 10 juin 1812 et lieutenant-colonel le 2 avril 1813. Pendant la campagne d'Allemagne, il combat dans le blocus de Glückstadt, les batailles sur la Göhrde, près de Seestadt et aussi dans le blocus de Harbourg. Le 2 février 1814, il devient colonel et commandant du 2e régiment d'infanterie de la Légion russo-allemande.
Après la paix de Paris, il passe à nouveau au service de la Prusse le 31 mars 1815, où il devient colonel et commandant du 31e régiment d'infanterie. Après le retour de Napoléon, Stülpnagel combat à Ligny, Wavre et la prise de Paris. Pour cela, il reçoit le 2 octobre 1815 la croix de fer de 2e classe et le 12 novembre 1815 l'ordre de Saint-Vladimir.
Après la guerre, il est muté le 8 mai 1817 à Gumbinnen en tant qu'inspecteur de la Landwehr. Le 12 février 1820, il quitte cette ville pour commander la 1re brigade de Landwehr et devient major général le 30 mars 1822, avec un brevet daté du 1er avril 1822. Le 22 août 1825, Stülpnagel reçoit la croix de service et le 21 janvier 1832, l'ordre de l'Aigle rouge de 3e classe. Le 30 mars 1832, il est nommé commandant de la 1re brigade d'infanterie. Le 5 mars 1834, il est nommé président de la commission supérieure d'examen militaire. Le 22 janvier 1836, il reçoit l'étoile de l'ordre de l'Aigle rouge de 2e classe avec feuilles de chêne. Le 30 mars 1837, il est promu lieutenant général et le 29 avril 1837, il rejoint le département général de la Guerre au ministère de la Guerre en tant que directeur. En outre, à partir du 21 mai 1837, Stülpnagel est également chef de la direction du grand orphelinat militaire de Potsdam. À partir d'octobre 1838, il remplace  pendant quelques mois le ministre de la Guerre Gustav von Rauch, malade. Pour cela, il reçoit le 5 octobre 1838 l'ordre russe de Sainte-Anne de première classe. Il meurt cependant dès le 29 décembre 1839 à Berlin et est enterré le 2 janvier 1840 dans l'ancien cimetière de la garnison.

### Famille
Le 5 février 1809, Stülpnagel se marie à Berlin avec Johanna Henriette Albertine von Blankenstein (1786-1865). Elle est enterrée après son décès le 18 juillet 1865 dans le cimetière de garnison. Le couple a plusieurs enfants :
- Malwine (1809–1871) mariée en 1830 (divorcée en 1840) avec Lorenz von Lüdinghausen genannt Wolff (de)[2]
- Thérèse (1810–1887) marié avec le baron Karl August von Esebeck (1786-1871), lieutenant général, fils de Karl von Esebeck
- Luise Albertine Marie (1811–1890), chanoinesse à Cammin
- Wolf Luis Anton Ferdinand (1813–1885), général d'infanterie prussien marié avec Cäcilie Charlotte Konstanze von Lossau (1809–1886), fille de Constantin von Lossau
- Adalbert Wolf Ferdinand (1815-1883), marié en 1847 avec Wilhelmine Rothe (née en 1815)
- Mathilde Ulrike Friederike (1819-1893) mariée avec Maximilian Friedrich Adolf von Wietersheim (1809-1857), directeur général d'arrondissement
- Pauline Rosalie (1821-1878)
- Alexander Richard Otto (1827-1905), directeur de la société des chemins de fer hippomobiles à Königsberg, mariée avec :

⚭ Wanda von Rosenberg (morte en 1869)
⚭ Elisabeth veuve Spenning (née en 1828)